# Diecéze San Cristóbal de las Casas
Diecéze San Cristóbal de Las Casas (lat. Dioecesis Sancti Christophori de las Casas, špan. Diócesis de San Cristóbal de Las Casas) je římskokatolická diecéze v mexickém státě Chiapas, jejímž sídelním městem je San Cristóbal de las Casas. Biskupství bylo založeno papežem Pavlem III. 13. března 1539 z části území biskupství Antequerra jako diecéze Chiapas a bylo podřízeno jako sufragánní sevillskému arcibiskupství, v roce 1546 arcibiskupství mexickému a v roce 1891 arcibiskupství Antequerra. V roce 1957 byla z této diecéze vyčleněna nová diecéze Tapachula, v roce 1964 pak další diecéze Tuxtla Gutiérrez.
Od 27. října 1964 se biskupství Chiapas jmenuje biskupství San Cristóbal de las Casas, a 27. listopadu 2006 jej papež Benedikt XVI. podřídil jako sufragánní arcibiskupství Tuxtla Gutiérrez.